# Comuna Măgura, Buzău
Măgura este o comună în județul Buzău, Muntenia, România, formată din satele Ciuta și Măgura (reședința).

## Așezare
Comuna se află pe malul drept al râului Buzău, extinzându-se spre sud pe dealul împădurit Ciolanu. Prin cele două sate ale comunei trece șoseaua națională DN10, care leagă Buzăul de Brașov. Din aceasta, lângă Ciuta se ramifică drumul județean DJ203G care duce spre sud, peste dealul Ciolanu, către comuna Tisău din depresiunea Nișcov, și mai departe spre Merei și stațiunea Sărata-Monteoru, Stâlpu (unde se intersectează cu DN1B) și Costești (unde se termină în DN2). Prin comună trece și calea ferată Buzău-Nehoiașu, care este deservită de halta Măgura.

## Demografie
Componența etnică a comunei Măgura
     Români (72,71%)
     Romi (22,36%)
     Alte etnii (4,93%)
Componența confesională a comunei Măgura
     Ortodocși (80,71%)
     Baptiști (4,74%)
     Penticostali (4,64%)
     Evanghelici luterani (2,97%)
     Alte religii (1,72%)
     Necunoscută (5,22%)
Conform recensământului efectuat în 2021, populația comunei Măgura se ridică la 2.089 de locuitori, în scădere față de recensământul anterior din 2011, când fuseseră înregistrați 2.241 de locuitori. Majoritatea locuitorilor sunt români (72,71%), cu o minoritate de romi (22,36%). Din punct de vedere confesional, majoritatea locuitorilor sunt ortodocși (80,71%), cu minorități de baptiști (4,74%), penticostali (4,64%) și evanghelici luterani (2,97%), iar pentru 5,22% nu se cunoaște apartenența confesională.

## Politică și administrație
Comuna Măgura este administrată de un primar și un consiliu local compus din 11 consilieri. Primarul, Daniel Cârstea[*], de la Partidul Social Democrat, este în funcție din 2008. Începând cu alegerile locale din 2024, consiliul local are următoarea componență pe partide politice:
|  | Partid                          | Consilieri | Componența Consiliului | Componența Consiliului | Componența Consiliului | Componența Consiliului | Componența Consiliului | Componența Consiliului | Componența Consiliului | Componența Consiliului | Componența Consiliului | Componența Consiliului |
|  | ------------------------------- | ---------- | ---------------------- | ---------------------- | ---------------------- | ---------------------- | ---------------------- | ---------------------- | ---------------------- | ---------------------- | ---------------------- | ---------------------- |
|  | Partidul Social Democrat        | 10         |                        |                        |                        |                        |                        |                        |                        |                        |                        |                        |
|  | Alianța pentru Unirea Românilor | 1          |                        |                        |                        |                        |                        |                        |                        |                        |                        |                        |

## Istorie
La sfârșitul secolului al XIX-lea, comuna făcea parte din plaiul Pârscov al județului Buzău și era formată din satele Măgura, Ciuta și Unguriu, având în total 2270 de locuitori. În comună funcționau o școală cu 47 de elevi (dintre care 2 fete) și 3 biserici (una în fiecare sat). În 1925, comuna avea aceeași compoziție, se afla în aceeași plasă și avea 3028 de locuitori. În 1931, satul Unguriu s-a desprins pentru prima oară și a format o comună de sine stătătoare.
În 1950, comuna a fost inclusă în raionul Buzău, din regiunea Buzău și apoi (după 1952) din regiunea Ploiești. În 1968, a redevenit parte din județul Buzău, reînființat; tot atunci, comuna Unguriu a fost desființată și din nou inclusă în comuna Măgura. În 2004, satul Unguriu s-a separat împreună cu noul sat Ojasca și a format comuna Unguriu.
În comuna Măgura se află o tabără școlară, tabăra Poiana Pinului, care se află langă mănăstirea Ciolanu și schitul Cetățuia.
La Măgura s-a organizat, în perioada 1970-1985 tabăra de sculptură de la Măgura, un eveniment anual ce reunea studenți și absolvenți ai Academiei de Arte din București, precum și elevi la liceele de arte; sculpturile realizate în acea perioadă pot fi văzute pe pajiștile din preajma mănăstirii Ciolanu.

## Monumente istorice
În comuna Măgura se află biserica „Intrarea în Biserică a Maicii Domnului” din satul Ciuta, monument de arhitectură de interes național. Ansamblul cuprinde și clopotnița și datează de la 1762. În rest, în comuna Măgura se mai află patru obiective incluse pe lista monumentelor istorice din județul Buzău ca monumente de interes local. Trei dintre ele sunt clasificate drept monumente de arhitectură și unul ca monument memorial. Monumentele de arhitectură sunt fostul schit Nifon de lângă satul Ciuta, datând din secolul al XIX-lea și cuprinzând biserica „Izvorul Tămăduirii”, chiliile, turnul clopotniță și fosta școală Dionisie Romano; casa Olimpia Cristocea (1923) din satul Măgura și casa Melania Niculescu (1924) din același sat. Monumentul memorial este monumentul „Fântâna lui Mihai Viteazul”, ridicat în 1975, de pe DN10, în apropierea satului Ciuta.